# Grande mosquée al-Sultan al-Zahir Baybars
 (mars 2025).
La Grande Mosquée al-Sultan al-Zahir Baybars est une grande mosquée du Sultan mamelouk Baybars au Caire en Égypte. L’édifice fut complété en 1269, dans le quartier de Husayniyya.
Plusieurs auteurs la décrivent, dont Ahmad al-Maqrîzî et Evliya Çelebi, et ces ruines furent documentées dans la Description de l’Egypte. 

## Voir également
- Architecture mamelouke

## Référence
- (en) Cairo of the Mamluks, D. Behrens-Abouseif, Ed. I.B.Tauris, 2007, P-121-126